# Herina ruficeps
Herina ruficeps är en tvåvingeart som beskrevs av Wulp 1867. Herina ruficeps ingår i släktet Herina och familjen fläckflugor. Inga underarter finns listade i Catalogue of Life.